# Sainte-Euphémie (Ain)
Pour les articles homonymes, voir Sainte-Euphémie.
Sainte-Euphémie est une commune française, située dans le département de l'Ain en région Auvergne-Rhône-Alpes.
Ses habitants sont les Euphémiens et Euphémiennes.

## Géographie
À la confluence des ruisseaux du Morbier et du Formans (altitude 200 m), le village de Sainte-Euphémie est situé dans une vallée fertile où les cours d'eau ont façonné le paysage en entaillant les contreforts du plateau de la Dombes (altitude moyenne 250 m). Le bourg en rive droite du Formans est exposé au sud. Il est adossé à la colline du Boujard. Le territoire communal est un quadrilatère de 4 km de long et 2 de large dans sa partie la plus large au nord et 1 km dans sa limite sud. Les bois et taillis subsistent dans les zones en pentes et quelques secteurs incultes. La ripisylve (forêt des rives des cours d'eau) dessine un ruban arboré continu aux abords des ruisseaux. Les plateaux nord et sud sont des territoires de cultures extensives. Quelques prairies permanentes se maintiennent dans la vallée. 
Les principaux hameaux sont du nord au sud : le Boujard, le Fonbleins, le Roussillon, le Bady, le Boitey, le Marry, le Bois, les Bruyères.
La commune est traversée dans sa longueur par la départementale D 28.

### Géologie
On retrouve sur Sainte-Euphémie des traces de sables d'origines fluviatiles du Tertiaire (Pliocène / sables de Trévoux) dans le secteur des Balmes et du hameau du Bois, probablement issus d'un ancien cours de la Saône. Mais ce sont les remaniements glaciaires du quaternaire qui ont façonné le plateau de Dombes, et le paysage local de façon significative. Des vestiges paléontologiques de grands mammifères (mastodontes) ont été découverts dans une ancienne carrière au hameau du Bady. Plusieurs carrières de sables et de granulats ont été exploitées sur la commune jusqu'à très récemment.

### Climat
Pour des articles plus généraux, voir Climat d'Auvergne-Rhône-Alpes et Climat de l'Ain.
En 2010, le climat de la commune est de type climat océanique altéré, selon une étude du CNRS s'appuyant sur une série de données couvrant la période 1971-2000. En 2020, Météo-France publie une typologie des climats de la France métropolitaine dans laquelle la commune est dans une zone de transition entre le climat semi-continental et le climat de montagne et est dans la région climatique Bourgogne, vallée de la Saône, caractérisée par un bon ensoleillement (1 900 h/an), un été chaud (18,5 °C), un air sec au printemps et en été et des vents faibles.
Pour la période 1971-2000, la température annuelle moyenne est de 11,7 °C, avec une amplitude thermique annuelle de 18 °C. Le cumul annuel moyen de précipitations est de 771 mm, avec 9,5 jours de précipitations en janvier et 6,6 jours en juillet. Pour la période 1991-2020, la température moyenne annuelle observée sur la station météorologique de Météo-France la plus proche, « Villefranche », sur la commune de Villefranche-sur-Saône à 6 km à vol d'oiseau, est de 13,1 °C et le cumul annuel moyen de précipitations est de 790,9 mm,. Pour l'avenir, les paramètres climatiques de la commune estimés pour 2050 selon différents scénarios d'émission de gaz à effet de serre sont consultables sur un site dédié publié par Météo-France en novembre 2022.

## Urbanisme

### Typologie
Au 1er janvier 2024, Sainte-Euphémie est catégorisée ceinture urbaine, selon la nouvelle grille communale de densité à 7 niveaux définie par l'Insee en 2022.
Elle appartient à l'unité urbaine de Lyon, une agglomération inter-départementale dont elle est une commune de la banlieue,. Par ailleurs la commune fait partie de l'aire d'attraction de Lyon, dont elle est une commune de la couronne,. Cette aire, qui regroupe 397 communes, est catégorisée dans les aires de 700 000 habitants ou plus (hors Paris),.

### Occupation des sols
L'occupation des sols de la commune, telle qu'elle ressort de la base de données européenne d’occupation biophysique des sols Corine Land Cover (CLC), est marquée par l'importance des territoires agricoles (73,3 % en 2018), en diminution par rapport à 1990 (78,4 %). La répartition détaillée en 2018 est la suivante : 
terres arables (38,5 %), prairies (29,8 %), zones urbanisées (17,7 %), forêts (9 %), zones agricoles hétérogènes (4,9 %).
L'évolution de l’occupation des sols de la commune et de ses infrastructures peut être observée sur les différentes représentations cartographiques du territoire : la carte de Cassini (XVIIIe siècle), la carte d'état-major (1820-1866) et les cartes ou photos aériennes de l'IGN pour la période actuelle (1950 à aujourd'hui).

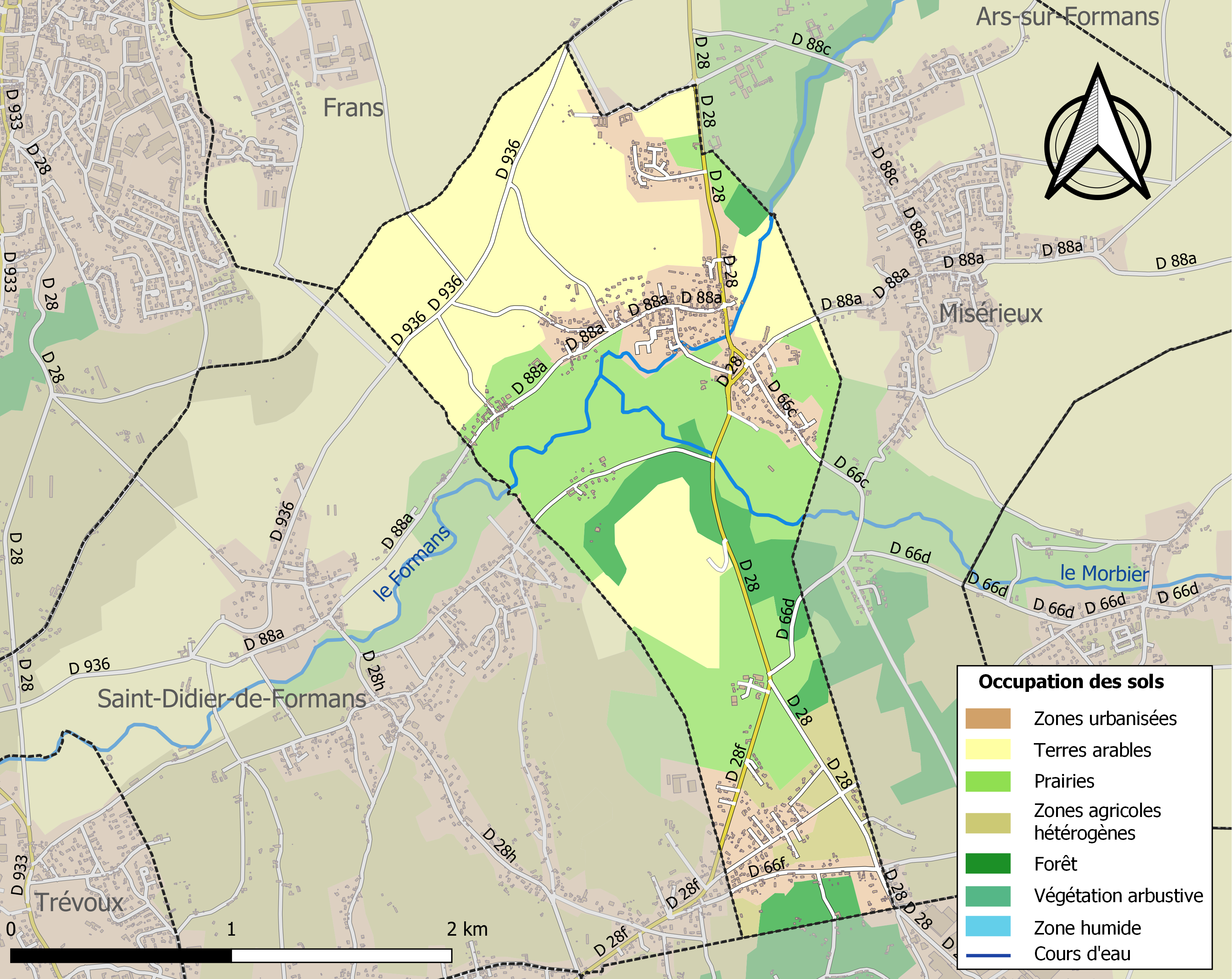
Carte des infrastructures et de l'occupation des sols de la commune en 2018 (CLC).

## Histoire
Certaines fouilles mentionnent une activité gallo-romaine, comme dans d'autres communes de la vallée. En 1170, Juvinieux est le premier nom de la paroisse. L'église, Sainte-Euphémie de Juvinieu, dépend de l'ancien prieuré de l'Ile Barbe. Il semble que d'anciens vestiges de cette construction eurent été encore visibles jusqu'à très récemment dans un petit réservoir d'eau dans la cour de la mairie. Au XVIe siècle, le village de Sainte-Euphémie passe sous la souveraineté des Dombes. Au XVIIIe siècle, il est rattaché au royaume de France. On notera que sous la Révolution il prit le nom de « Les Balmes ». Au nord, le château du Boujard et sa fameuse tour devenue emblème de la commune ne remontent qu'au début du XIXe siècle.

## Politique et administration

### Découpage territorial
La commune de Sainte-Euphémie est membre de la communauté de communes Dombes Saône Vallée, un établissement public de coopération intercommunale (EPCI) à fiscalité propre créé le 1er janvier 2014 dont le siège est à Trévoux. Ce dernier est par ailleurs membre d'autres groupements intercommunaux.
Sur le plan administratif, elle est rattachée à l'arrondissement de Bourg-en-Bresse, au département de l'Ain et à la région Auvergne-Rhône-Alpes. Sur le plan électoral, elle dépend du  canton de Trévoux pour l'élection des conseillers départementaux, depuis le redécoupage cantonal de 2014 entré en vigueur en 2015, et de la deuxième circonscription de l'Ain  pour les élections législatives, depuis le dernier découpage électoral de 2010.

### Administration municipale
| Période                                  | Période   | Identité            | Étiquette | Qualité            |
| ---------------------------------------- | --------- | ------------------- | --------- | ------------------ |
| mars 1977                                | mars 1983 | Marcel Assandri     |           |                    |
| mars 1983                                | juin 1995 | Jean Marie Stellati |           |                    |
| juin 1995                                | mars 2008 | Jean Martray        |           |                    |
| mars 2008                                | mai 2020  | Anny Sanlaville     |           | Assistante sociale |
| mai 2020                                 | En cours  | Didier Alban        |           | Ancien cadre       |
| Les données manquantes sont à compléter. |           |                     |           |                    |

## Démographie
L'évolution du nombre d'habitants est connue à travers les recensements de la population effectués dans la commune depuis 1793. Pour les communes de moins de 10 000 habitants, une enquête de recensement portant sur toute la population est réalisée tous les cinq ans, les populations de référence des années intermédiaires étant quant à elles estimées par interpolation ou extrapolation. Pour la commune, le premier recensement exhaustif entrant dans le cadre du nouveau dispositif a été réalisé en 2008.
En 2022, la commune comptait 1 741 habitants, en évolution de +5,07 % par rapport à 2016 (Ain : +5,15 %, France hors Mayotte : +2,11 %).
| 1793 | 1800 | 1806 | 1821 | 1831 | 1836 | 1841 | 1846 | 1851 |
| ---- | ---- | ---- | ---- | ---- | ---- | ---- | ---- | ---- |
| 278  | 307  | 317  | 355  | 411  | 371  | 433  | 418  | 425  |

| 1856 | 1861 | 1866 | 1872 | 1876 | 1881 | 1886 | 1891 | 1896 |
| ---- | ---- | ---- | ---- | ---- | ---- | ---- | ---- | ---- |
| 436  | 404  | 395  | 394  | 351  | 341  | 306  | 321  | 357  |

| 1901 | 1906 | 1911 | 1921 | 1926 | 1931 | 1936 | 1946 | 1954 |
| ---- | ---- | ---- | ---- | ---- | ---- | ---- | ---- | ---- |
| 324  | 301  | 317  | 300  | 263  | 261  | 256  | 288  | 328  |

| 1962 | 1968 | 1975 | 1982 | 1990 | 1999  | 2006  | 2008  | 2013  |
| ---- | ---- | ---- | ---- | ---- | ----- | ----- | ----- | ----- |
| 353  | 390  | 472  | 727  | 857  | 1 118 | 1 332 | 1 392 | 1 630 |

| 2018  | 2022  | - | - | - | - | - | - | - |
| ----- | ----- | - | - | - | - | - | - | - |
| 1 676 | 1 741 | - | - | - | - | - | - | - |

## Économie
Au cours des siècles passés cinq moulins fonctionnaient grâce à l'énergie hydraulique du Formans. La culture du chanvre était répandue. Elle demandait une irrigation régulière. D'anciens routoirs et nésoirs étaient encore actifs avant la Seconde Guerre mondiale.

## Culture et patrimoine

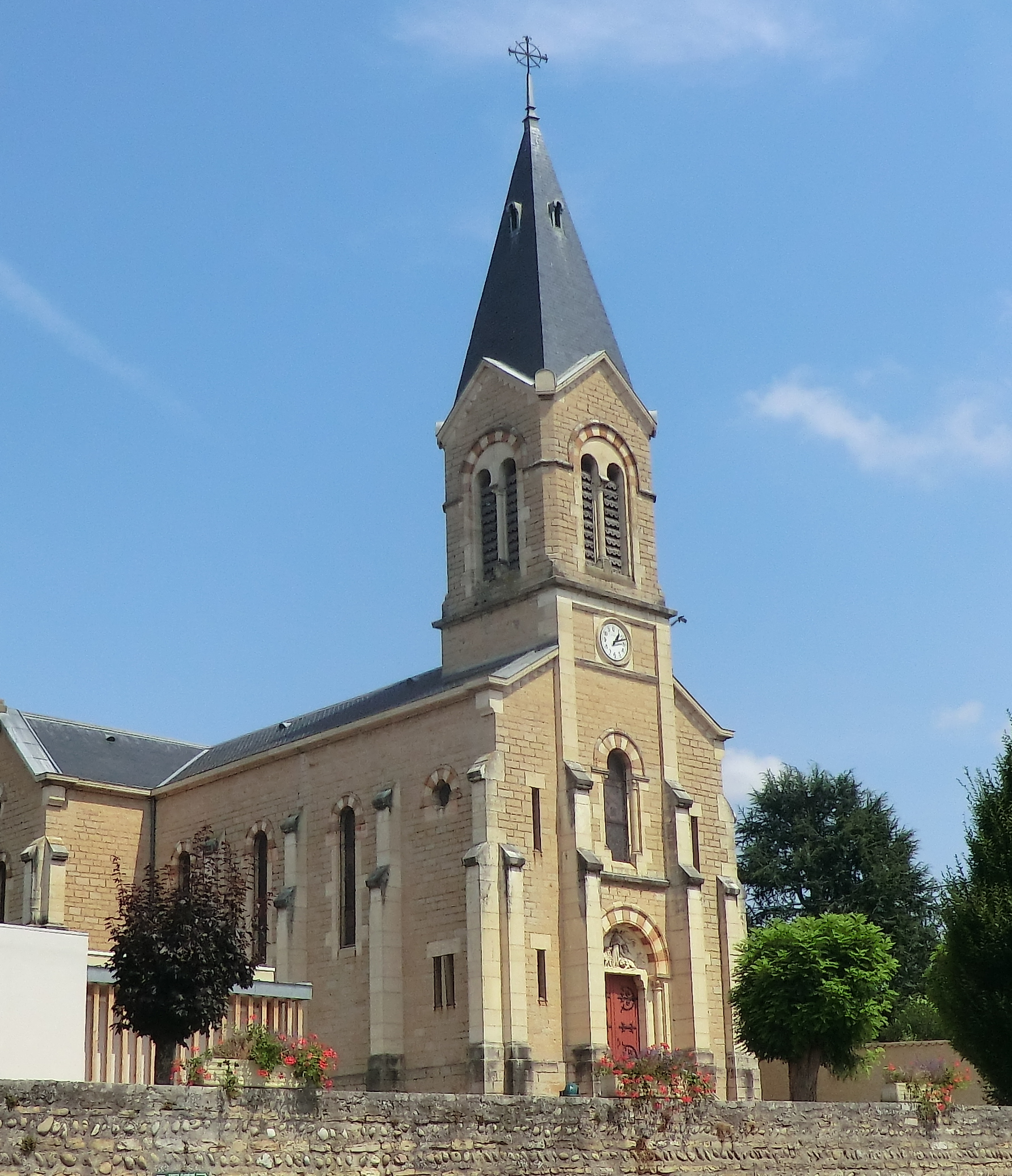
Vue de l'église.

### Lieux et monuments

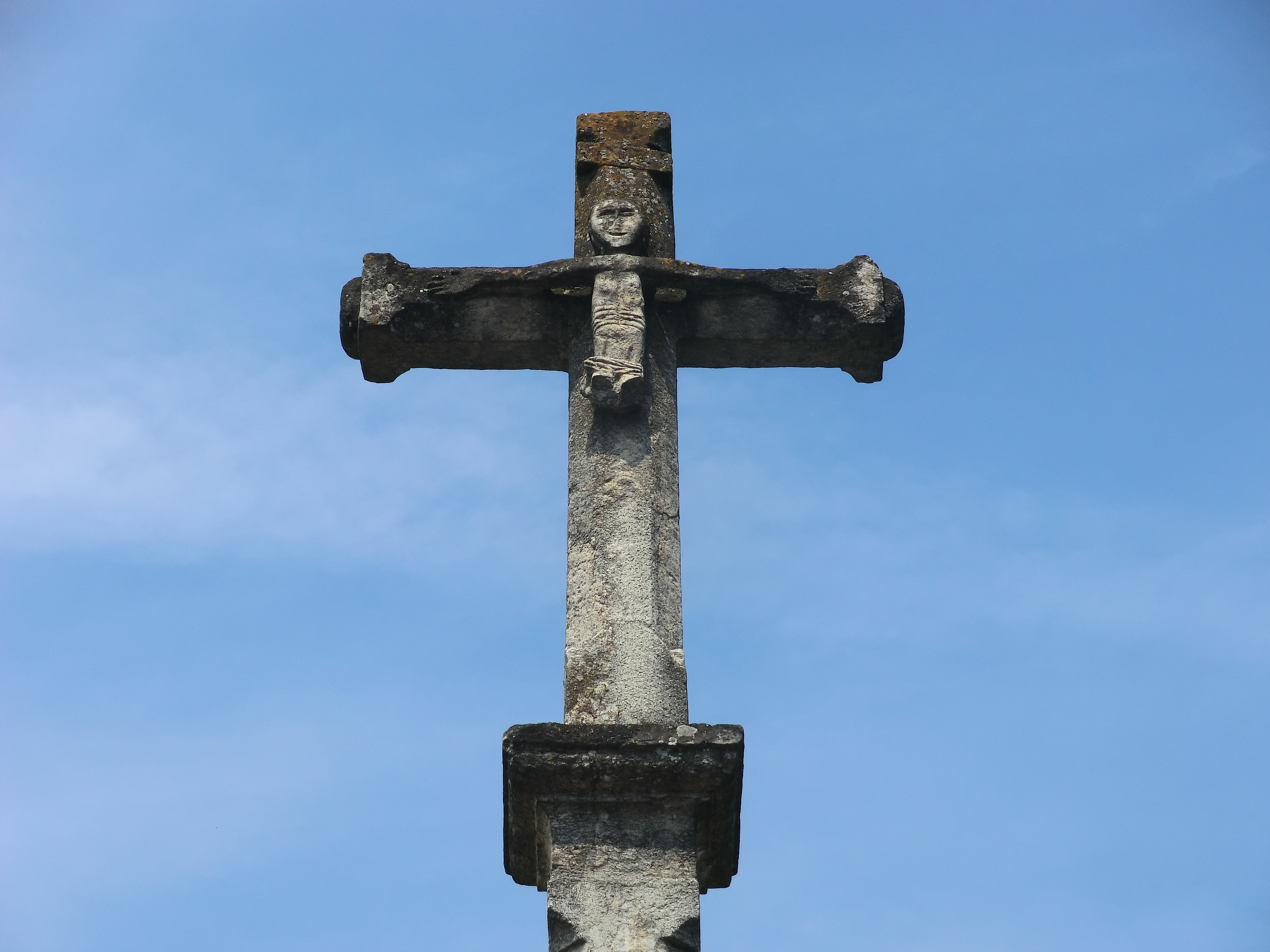
Croix du Machard.

L'église actuelle, œuvre de l'architecte Toubillon, est achevée à la fin du XIXe siècle. Contrairement à la plupart des constructions chrétiennes tournées vers l'ouest, l'église de Sainte-Euphémie est orientée nord/sud. La croix du Machard sur la route du Bady fait l'objet d'une fiche à l'Inventaire général du patrimoine culturel.

### Personnalités liées à la commune
- Antonin Rolland est un ancien coureur cycliste professionnel né le 3 septembre 1924 à Sainte-Euphémie.
- Philippe Mouret, chirurgien lyonnais, précurseur de la cœliochirurgie, s'y installa au début des années 1970[réf. souhaitée] et y[réf. souhaitée] mourut le 20 juin 2008.

### Héraldique
| Blason de Sainte-Euphémie | Blason  | De gueules à la bande d'argent chargée en pointe d'une montagne de sinople mouvant de la pointe et sommé d'une tour carrée en ombre de sable accostée de deux sapins de sinople, et en chef d'un écusson d'azur au chevron d'argent (d'or) accompagné en chef de deux étoiles et en pointe d'un croissant, le tout du même, toutes ces pièces posées dans le sens de la bande, ladite bande accompagnée en chef d'un lion d'argent (d'or) et en pointe d'une branche de laurier du même posée en pal et ployée vers senestre. |
| Blason de Sainte-Euphémie | Détails | Le statut officiel du blason reste à déterminer. |